# ホワイトナイト (航空機)
ホワイトナイト
スペースシップワンを搭載したホワイトナイト
- 用途：輸送機
- 製造者：スケールド・コンポジッツ
- 初飛行：2002年8月1日

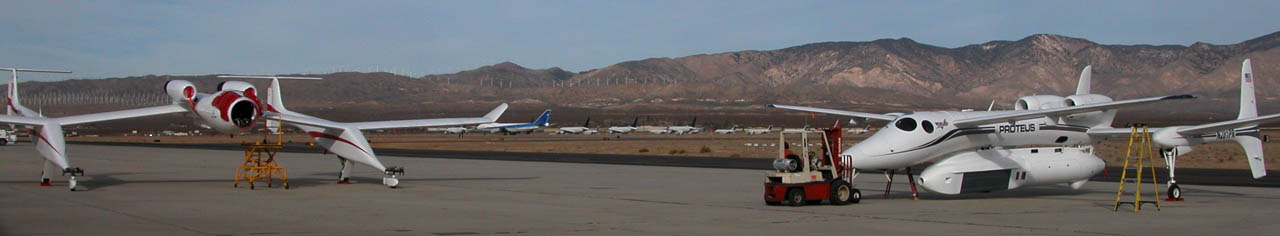
ホワイトナイトとスケールド・コンポジッツ プロテウスの比較

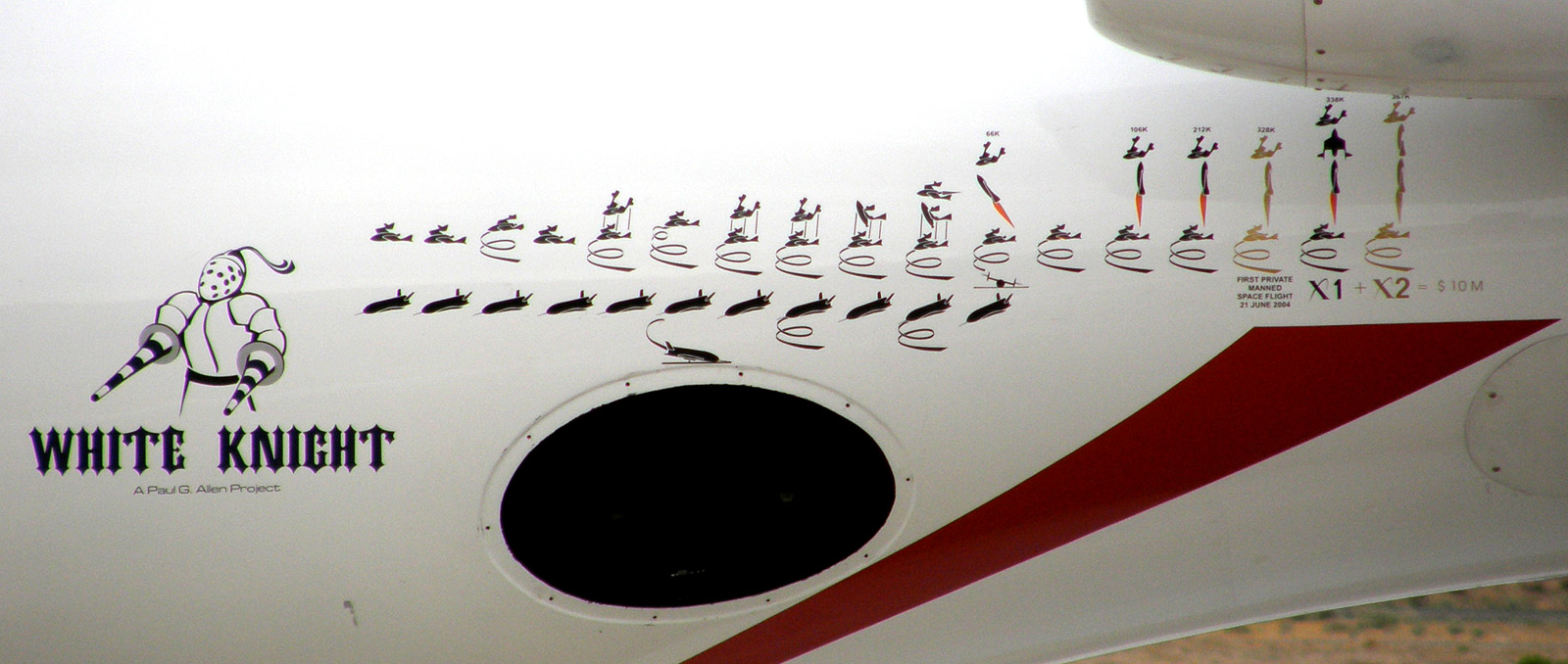
ホワイトナイトのミッションステッカー

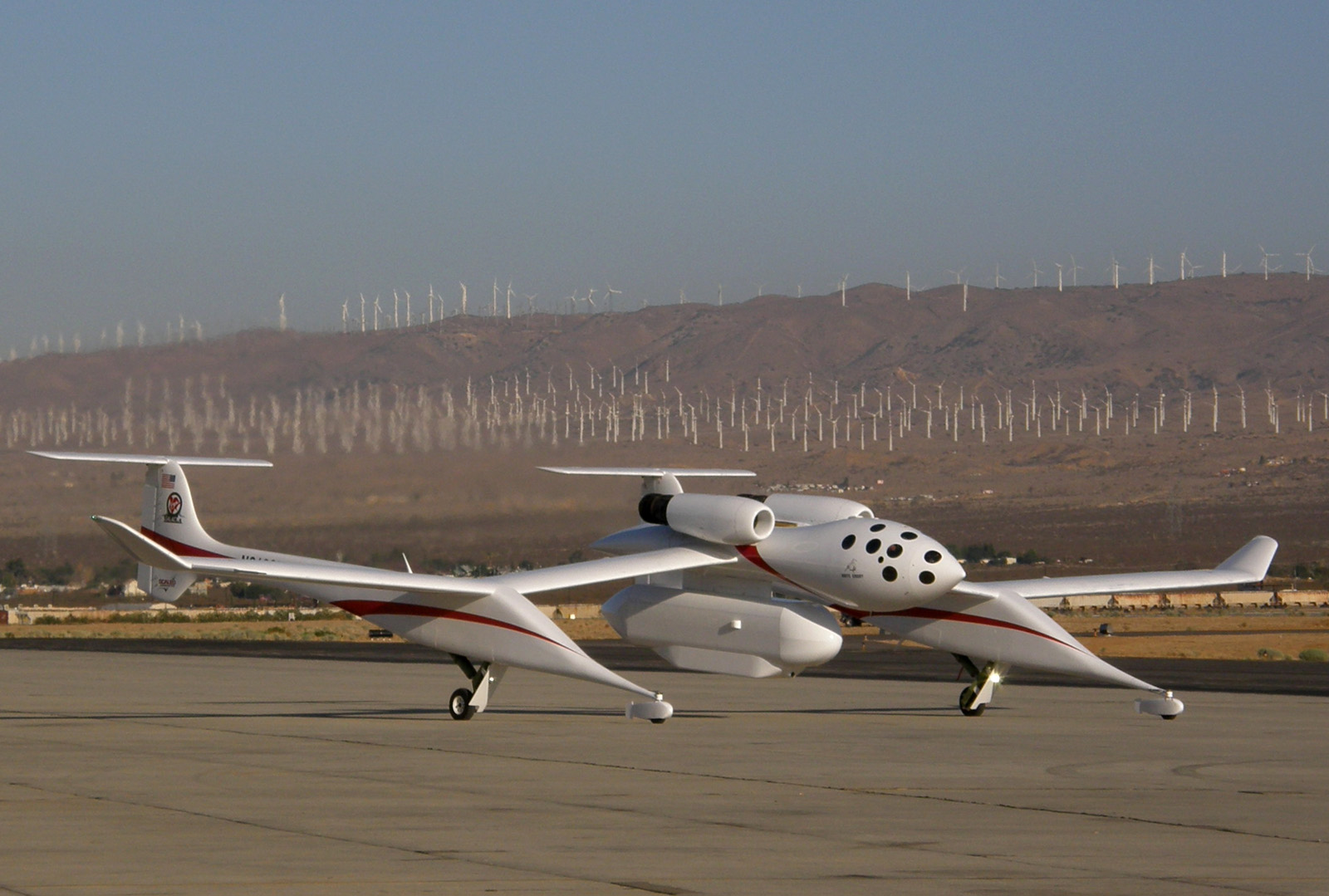
ノースロップ・グラマンのレーダーポッドを輸送するホワイトナイト

スケールド・コンボジッツ モデル318 ホワイトナイト（英: Scaled Composites Model 318 White Knight）は、史上初の民間による宇宙船のスペースシップワンを打ち上げるための、ジェット推進の輸送機である。スケールド・コンポジッツによってTier Oneプログラムの一部として開発された。その後は契約に基づき、この航空機は研究用テストベッドとして提供された。2005年6月から2006年4月まで、ボーイング X-37スペースプレーンの落下試験に使用された。

## 歴史
スケールド・コンポジッツによる、ホワイトナイトに対するモデルナンバーは318である。ホワイトナイトは連邦航空局に対して、N318SLとして登録されている。
ホワイトナイト輸送機の設計では、2機のアフターバーナー付きエンジンゼネラル・エレクトリック J85が採用された。このエンジンは入手性とコストによって選択された。
ホワイトナイトは2002年8月1日に初飛行を行った。初飛行は、外側の翼にある可動翼に問題が発生したため、離陸の直後に中止された。この後縁の可動翼は、ホワイトナイトがスペースシップワンのパイロットの訓練のためのシミュレータとして動作できるよう、グライドスロープを大きくするように設計されていた。初飛行の間、機械的な過度のセンタートルクは、可動翼を閉じた位置で維持するには不十分であった。可動翼は展開した状態となりリミットサイクルが始まった。パイロット(Melville)は仕方なく飛行を中止した。この可動翼はその後使用不可能となり、スペースシップワンに合わせるための、厳しいグライドスロープの要求は断念された。
次のホワイトナイトの飛行は2002年8月5日であり、この飛行は成功した。ここから数ヶ月に渡って、開発が進行した。ホワイトナイトの開発と評価が進み、2003年4月18日にホワイトナイトとスペースシップワンはメディアに公開された。
その後、ホワイトナイトはTier Oneプログラムの一部として飛行した。スペースシップワンの打ち上げに成功し、2004年10月4日にAnsari X Prizeを受賞した。その後、ホワイトナイトは2005年と2006年に、DARPAによる実験用スペースプレーンのボーイング X-37の輸送と投下試験に使用された。
ホワイトナイトは、2014年7月21日に最後の飛行を行い、ワシントン州エバレットにあるポール・アレン氏の飛行遺産コレクション FHC (Flying Heritage Collection）に所蔵され、一般公開されている。
後継機としては、類似しているが、より大型のデザインのホワイトナイトツーがある。

## 仕様
この航空機は完全に独立した新しいデザインであった。ホワイトナイトとスペースシップワンは、開発費を減らすため、またスペースシップワンのパイロットを訓練するためのシミュレータとしホワイトナイトを使用するため、同一の機体前部の外部モールドライン(OML)を使用した。
諸元
- 乗員: 2
- 定員: 2
- ペイロード: 3,600 kg （8,000 lb）
- 全長:
- 全高:
- 翼幅: 25 m（82 ft）
- 翼面積: m2 （ft2）
- 動力: ゼネラルエレクトリック J85-GE-5 アフターバーナー付きターボジェット、   × 2

性能
- 実用上昇限度: 16,000 m （53,000 ft）